# Vaso (potatura)
Il vaso è uno dei sistemi d'allevamento più diffusi per le colture arboree da frutto. La forma classica, rappresentata da un albero con un tronco relativamente alto che si suddivideva in 4-5 ramificazioni primarie, formava una chioma piuttosto espansa in volume e in altezza. In seguito, secondo la vigoria delle specie, la forma è andata riducendosi soprattutto in altezza, in modo da semplificare le operazioni manuali quali la raccolta e la potatura.

## Descrizione
Attualmente esistono diverse varianti, con differenziazioni che riguardano la specie agraria, gli usi o i fondamenti teorici che ne hanno definito l'evoluzione, la procedura che si adotta nella potatura d'allevamento per giungere alla forma definitiva. 
In generale la struttura del vaso consiste in una forma a imbuto, espansa in volume e aperta al centro, costituita da un tronco che ad una certa altezza s'interrompe diramandosi in 3-5 ramificazioni, dette branche primarie, inclinate a raggiera verso l'esterno. A loro volta le branche primarie si ramificano in branche secondarie. Queste sono più inclinate e orientate in modo da occupare gli spazi compresi fra le branche primarie. Secondo la tipologia le branche secondarie si ramificano in branche terziarie oppure portano direttamente le branchette di sfruttamento, che periodicamente sono rinnovate con la potatura di produzione.
L'altezza del tronco standard è andata riducendosi nel tempo e attualmente, per facilitare le operazioni di raccolta manuale, si mantiene entro i 50-100 cm, fatta eccezione per forme adattate alla raccolta meccanica.